# Max Lobe
Max Lobe, né le 13 janvier 1986 à Douala au Cameroun, est un écrivain suisse, pays dont il a adopté la nationalité.

## Biographie
Max Lobe naît 13 janvier 1986 à Douala, au Cameroun, dans une famille de sept enfants. 
Arrivé en Suisse en 2004, il fait des études de communication et journalisme à Lugano,  puis un master en politique et administration publique à l’Institut de hautes études en administration publique de Lausanne jusqu'en 2011.
Il vit à Genève, dans le quartier des Pâquis.
Il a été lauréat du Prix de la Sorge en 2009. 

## Vie privée
Max Lobe est ouvertement homosexuel.

## Œuvres
- L’Enfant du miracle, éditions des sauvages, 2011  (ISBN 978-2-9700583-8-0)[7]
- 39 rue de Berne, éditions Zoé, 2013  (ISBN 978-2-88182-884-3) – Sélectionné pour le Prix des cinq continents de la francophonie 2013[8], Prix du roman des Romands 2014
- La Trinité bantoue, éditions Zoé, 2014  (ISBN 978-2-88182-926-0)
- Confidences, éditions Zoé, 2016  (ISBN 978-2-88927-312-6) – Prix Ahmadou-Kourouma 2017[9],[10],[11],[12]
- Loin de Douala, éditions Zoé, 2018  (ISBN 978-2-88927-528-1)
- Max Lobe et Richard Ali A Mutu, Génève – Kin 2020 la Correspondance : roman collectif, Lagrasse, éditions BSN Press, 2020, 132 p. (ISBN 978-2-940648-20-7).
- La Promesse de sa Phall'Excellence, éditions Zoé, 2021  (ISBN 978-2-88927-822-0)[13],[14]
- La danse des pères, Chêne-Bourg, Éditions Zoé, 2025, 176 p. (ISBN 978-2-88907-464-8)[15],[16]